# 대한민국의 종합편성채널 선정 논란
대한민국의 종합편성채널 선정 논란은 이명박 정부가 케이블 TV 종합편성채널을 선정하면서 불거진 논란을 다룬다.

## 찬성 입장
찬성측의 논리는 '시청자는 기존 지상파 외에 4개의 지상파와 유사한 방송사들로 인해 채널 선택권이 높아진다는 장점이 있다'는 주장이다. 숙명여대 언론정보학부 도준호 교수는 31일 오전 YTN에 출연해 “시청자는 종편을 통해 선택권이 증가되는 긍정적인 측면이 있다”며 “’슈퍼스타K’처럼 지상파에서 편성할 수 없었던 프로그램들, 지상파와 차별화된 고급 콘텐츠를 기대할 수 있다”고 분석했다.종편 사업자를 4개씩이나 선정한 것에 대해 도준호 교수는 “정부는 우선적으로 우리나라 유료방송 시장을 활성화 하려는 측면이 컸다”며 “국내 유료방송이 왜곡되어 시청률 자체가 굉장히 낮아 방송 프로그램을 만들어내는 사업자들은 제대로 콘텐츠에 대한 값을 못 받았다. 그래서 자체제작보단 기존 방송의 프로그램을 사와서 방송하는 경우가 많았다”고 현재의 유료방송 시장의 문제점을 꼬집었다. “새로운 방송사업자가 들어오며 정말 유료방송에 걸맞은 프리미엄 콘텐츠를 제공할 수 있을 것”이라 기대하는 정부의 입장을 설명했다.
박천일 숙명여대 교수는 "소비자 입장에서 보면 원하는 콘텐츠를 원하는 시간에 볼 수 있는 소비자 선택권이 굉장히 넓어집니다"고 평했고 최성진 서울과학기술대 교수는 외주제작사를 우대하는 환경이 되어 지상파의 독점에서 초래된 공급자 위주의 콘텐츠 유통구조는 시청자 위주로 바뀌며 지상파의 횡포에 시달려 온 외주제작사가 제대로 대접을 받는 계기도 마련한다고 평했다. 글로벌 진출의 문이 열린다는 주장도 제기됐다. 세계 1위 미디어그룹인 타임워너는 JTBC에 주요 주주로 참여하며, 매경이 만드는 MBS에는 일본 니혼게이자이신문사그룹과 영국 피어슨 그룹이 주주로 참여한다. 조선일보의 CSTV는 엔터테인먼트 채널인 MTV, 일본 민방인 TBS와 제휴했다. 서강대 신문방송학과 현대원 교수는 “독립제작사 여건이 개선되고 시청자의 채널 선택권이 확대될 것”이라고 했다. 지상파 독과점이 깨지면서도 경쟁 구도가 만들어질 것이라는 전망도 있다. 인천대 신방과 반현 교수는 “아직 종편이 출범하지 않았는데도 벌써 지상파 방송들이 변화를 꾀하고 있다”고 말했다. 종편 채널의 등장으로 방송 시장에서 건전한 경쟁이 벌어지면 국내에서도 글로벌 미디어그룹이 성장할 수 있는 토대를 마련할 수 있다는 주장도 있다. 하주용 인하대 언론정보학과 교수는 “종편 선정을 계기로 방송시장에 자본력을 확충하고 프로그램 제작 기반을 확대해 장기적으로 글로벌 미디어기업을 키우는 동력으로 활용할 수 있다”고 말했다. 중앙일보는 1964년 개국한 대한민국내 최초의 민영방송 TBC(동양방송)가 1980년 신군부의 언론통폐합 조치로 문을 닫은 예를 들며 "종편은 신군부가 신문과 방송을 함께 경영할 수 없도록 한 이후 30년만에 신문 방송 겸영 시대가 열렸음을 의미한다"고 분석했다.

## 반대 입장
민주당을 비롯한 야당들은 미디어법 개정의 목적이 드러났다는 평가와 함께 여론독과점에 대한 우려를 제기했다. 야당들은 미디어법 개정 논란때부터 조중동 방송법이라며 우려를 제기해왔으며, 실제로 이명박 정부가 조중동에 종편을 선물할 것이라는 소문이 나돌았다고 한다. 특히 종편선정위원장에 있는 이병기 교수가 박근혜의 측근중 한명으로 싱크탱크 위원에 있기 때문에 종편사업자가 선정되는 과정에서 중립성이 훼손될 수 있다 우려가 나오기도 했다. MBC는 논평에서  "거대 족벌신문과 재벌의 목소리로 가득한 편향적인 채널의 수만 늘어났다고 한탄하는 목소리가 더 높은 것 같다"고 지적했다.또한 이미 포화상태에 이른 방송시장에 무려 4개 채널의 사업자를 선정하면서 과열경쟁에 대한 우려도 제기되고 있다. 이러한 과열 경쟁은 방송시장의 확대가 아닌, 자극적인 방송으로 인한 전반적인 질적 하락이 예상된다는 것이다. 정부가 강조한 방송시장 확대도 2010년 현재 지상파 방송들의 광고 완판률이 60%에 그치고 있어 방송시장에서 더 이상의 성장은 지속하기 어렵다는게 중론이다. 실제로 종편 사업자로 선정된 조선일보 계열사 디지틀 조선은 주가가 8% 이상 하락했으며, 종편 선정에 탈락한 태광은 오히려 0.32%오르는 등 '승자의 저주'라는 말이 나오기도 했다. 이렇게 어려운 상황을 아는 조중동은 한결같이 '종편 신규 사업자에 대해 정부의 지원이 있어야 한다'고 주장했으나 한나라당 지지자들도 64%가 '정부의 지원에 반대'한다고 답변하기도 했다. 과도한 방송 경쟁으로 인해 기존 사업자들까지 모두 패자가 되는것 아니냐는 전망도 나왔다. 실제로 종편사업자 선정 이후 한국경제TV와, SBS, YTN의 주가가 하락했다. 이러한 신방겸영은 선진국들과는 다른 추세라는 지적이다. 신문 방송에 대한 규제가 적은 미국에서조차 여론 독과점을 우려하여 상원에서 부결된 안건이다. 최진봉 미국 텍사스주립대 저널리즘스쿨 교수는 "미국내 언론 학자들도 거대 미디어 그룹이 언론을 장악해 편파적이고 보수적인 여론형성이 이뤄지고 있다고 비판하고 있는데 여당이 이를 선진 언론이라 소개하면서 배우겠다고 하는 것은 잘못된 것을 따라하겠다는 것"이라고 비판했다. 그는 이어 "재벌의 언론사 소유와 거대 신문사들의 방송사 진출은 한번 허용하면 되돌릴 수 없다"라며 반대 입장을 분명히 했다. 이어 "거대 미디어 그룹이 미국 전체 언론 시장의 약 90%를 장악하게 되면서 언론계 종사자 수가 감소했다"라며 일자리 창출에 대한 역효과에 대한 우려도 제기했다.

## 심사 과정에 대한 논란
종편 사업자 선정 과정에서 비계량 부문인  ‘공적책임·공정성·공익성의 실현계획’ ‘시청자 권익 실현방안’ ‘방송프로그램 기획·편성, 수급, 제작협력 계획’ ‘경영의 투명성·효율성’ ‘방송발전 기여계획’ ‘콘텐츠 산업 육성·지원계획’등에서 조중동은 나란히 모두 3위 안에 들어 가장 높은 점수를 받았다. 하지만 계량화가 가능한 부문에선 조중동이 낮은 점수를 받은부문도 있었으나, 배점 비율 자체가 낮아 사실상 당락을 결정하지 못한 것으로 드러났다. 또한 심사위원들도 방송 전문가는 14명중 2명에 불과해 전문성 여부에 대한 논란도 일었다. 이처럼 종편 사업자 선정 과정에서 여러 가지 우려와, 의혹이 나오던 가운데 방통위에 의한 종편 사업자 선정 과정이 투명하지 못했고, 특정 언론에 특혜를 준 것 아니냐는 논란이 일어 시민단체는 국민의 알권리를 위해 선정과정에서의 자료를 공개해달라고 청구했다. 이러던중 2011년 3월 8일 종편의 경제적 가치를 계산하여 보고서를 작성한 정보통신정책연구원이 "종편의 경제적 가치가 과장돼서 작성됐다"라고 보도한 MBC에 대해서 정정보도 청구소송을 냈으나, 법원은 "MBC의 보도가 허위라고 볼 수 없다"며 과장된 부분을 인정하며 원고 패소판결하기도 했다.

## 전문가들의 입장
2011년 1월, 대한민국의 언론 관련학과 교수 26명을 상대로 설문조사한 결과 23명이 "종편 사업자가 너무 많다"고 지적했다. 종편 사업자 선정도 긍정적 3명, 보통 4명, 부정적 8명, 매우 부정적 11명으로 부정적 평가가 매우 우세했다. 이들중 18명은 '보수편향의 불공정 보도가 심화될 것'이라고 답변했다. 방송 콘텐츠의 질에 미칠 영향에서도 14명이 부정적이란 답변을 하기도 했다. 대한민국내 언론학자들과 현업 언론인들에 대해 신방겸영에 대한 의견을 조사한 결과 언론학자들의 65%, 언론종사 현업인 78%가 신방겸영에 반대한다고 밝혀 언론계에서도 반대 목소리가 우세했다. 특히 종합편성채널 진출에 대해서도 언론인의 70.8%, 언론학자의 58%가 반대입장을 밝혀 반발이 많았다. 프랑스나 영국처럼 시장점유율이 일정 정도 이상인 신문은 방송 겸영을 금지하는 조치에 대해 언론인의 76.6%, 언론학자의 71%가 동의했다. OECD 국가들은 모두 신방겸영으로 인한 여론 독과점에 대한 규제가 있지만 대한민국의 신방겸영은 신문 시장 점유율 30% 이상인 언론사만 진출하지 못하도록 되어 있으나, 대한민국에는 30% 점유율을 가진 신문사가 없어 이러한 규제가 유명무실해 오히려 '조중동의 방송 진출을 위한 제도'라는 비판을 받았다.

## 다른 나라들의 사례
미국의 신방겸영에 대한 규정은 AM, FM, TV 모두 전파 도달 범위 내에서 발행되는 신문과 교차 소유할 수 없도록 돼 있다. 또한 LA에 있는 신문이 뉴욕이나 워싱턴의 방송을 소유, 경영할 수는 있고 서울에 있는 신문이 부산이나 광주의 방송을 운영하는 식의 규제가 있으며 이들 DMA 내에서의 신방 겸영은 전면 금지되는 것이라는 것이다. 경제협력개발기구(OECD) 30개국 중 한국만 유일하게 갖고 있던 신문과 방송 겸영의 원천 금지 조항을 폐지함으로써 글로벌 미디어 추세에 발을 맞추게 됐다는 주장도 제기되었다.
| 나라       | 미디어 소유에 관한 규제 |
| ---------- | --- |
| 미국       | 신문, 지상파 방송 간 결합 허용. 단, 동일 지역 내에서 신문·방송 겸영 금지(2011년 7월 연방법원 판결)                                                          |
| 프랑스     | 신문, 지상파 방송 간 결합 허용. 단, 동일지역 내 일정 기준 이상의 신문, 라디오, 텔레비전 동시 소유 금지                                                      |
| 영국       | 신문, 지상파 방송 간 결합 허용. 단, 시장점유율 20% 이상의 전국 일간지는 지방 및 전국 지상파 방송 교차 소유 금지                                             |
| 독일       | 신문, 지상파 방송(TV, 라디오), 유료 플랫폼, PP 간의 결합 제한 없음 단, 한 사업자가 소유한 모든 채널의 시청자 점유율 30% 이상 시장 지배자 추가지분 참여 금지 |
| 오스트리아 | 신문, 지상파 방송 간 결합 허용. 단, 일간지 30% 이상 시장지배적 사업자 전국 지상파 금지                                                                      |
| 네덜란드   | 신문, 지상파 방송 간 결합 허용. 단, 방송과 일간지 시장 25% 이상 사업자 교차소유 금지                                                                        |
| 노르웨이   | 시장 점유율 한계 전국·지역 나눠 규제 |
| 일본       | 한 사업자가 동일 지역에서 신문, 텔레비전, 라디오 동시 소유 금지                                                                                             |

## 같이 보기
- 대한민국 미디어 관련법 개정 논란